# Entente sportive du Bafing
Maillots
Actualités
L'ES Bafing est un club de football ivoirien fondé en juillet 2000 et basé dans la ville d'Abidjan.

## Histoire
Il evolue en Ligue 1 ivoirienne de 2020 à 2023.
Le club est relégué en Ligue 2 au terme de la saison 2023 de Ligue 1, il termine à la 15e place.